# Biblioteca Popular de Pedro Ivo
A Biblioteca Popular de Pedro Ivo é uma biblioteca situada na Praça do Marquês do Pombal, na freguesia de Santo Ildefonso, na cidade do Porto, Portugal. O edifício é da autoria do arquiteto Bernardino Basto Fabião.